# Gorik Gardeyn
Gorik Gardeyn es un ciclista profesional belga. Nació en Egem (Pittem), el 17 de marzo de 1980.
Debutó como profesional en 2001 con el equipo Lotto-Adecco. En 2010 fichó por el equipo Vacansoleil, y tras dos temporadas pasó al primer equipo chino de categoría Profesional Continental, el Champion System. En el 2013 corrió para el conjunto belga Veranclassic-Doltcini actualmente denominado Veranclassic-Ekoi. En 2016 fichó por el conjunto continental belga Superano Ham-Isorex.

## Palmarés
2001
- 1 etapa de la Vuelta a Dinamarca

2005
- Clásica Haribo
- Omloop van het Waasland

2006
- Premio Nacional de Clausura

2007
- 1 etapa de la Vuelta a Bélgica

## Equipos
- Lotto (2001-2004)
- MrBookmaker.com (2005)
- Unibet.com (2006-2007)
- Silence-Lotto (2008-2009)
- Vacansoleil (2010-2011)
- Champion System (2012)
- Veranclassic (2013-2015)
  - Veranclassic-Doltcini (2013-2014)
  - Veranclassic-Ekoi (2015)
- Superano Ham-Isorex (2016)